# Lumír Aschenbrenner
Lumír Aschenbrenner (* 23. června 1960 Plzeň) je český politik, od října 2014 senátor za obvod č. 9 – Plzeň-město, od roku 1994 zastupitel a od roku 1998 starosta městského obvodu Plzeň 2-Slovany, v letech 2002 až 2006 a opět od roku 2014 zastupitel města Plzně, člen ODS.

## Život
V letech 1975 až 1979 absolvoval plzeňské Gymnázium Julia Fučíka a následně v letech 1979 až 1985 vystudoval Vysokou školu strojní a elektrotechnickou v Plzni (získal titul Ing.).
Mezi lety 1985 až 1989 se živil jako samostatný odborný ekonom ve Škodě Plzeň. V roce 1990 byl krátce vedoucí ekonomického odboru Západočeských kanalizací, následně v letech 1991 až 1994 členem privatizační komise Plzeň-město. Dále působil jako vedoucí odborný referent Fondu národního majetku (1995 až 1998).

## Politické působení
Od roku 1991 je členem ODS, v níž zastává i post člena regionální rady ODS v Plzeňském kraji.
Do politiky vstoupil, když byl v komunálních volbách v roce 1994 zvolen za ODS do Zastupitelstva městského obvodu Plzeň 2-Slovany. Mandát zastupitele městského obvodu pak obhájil v komunálních volbách v roce 1998, 2002, 2006, 2010, 2014 a 2018. Od června 1998 navíc působí jako starosta Městského obvodu Plzeň 2-Slovany. Ve volbách v roce 2014 již po několikáté vedl tamní kandidátku ODS, s níž vyhrál volby a obhájil mandát zastupitele městského obvodu.
V komunálních volbách v roce 1998 se rozhodl kandidovat za ODS do Zastupitelstva města Plzně, ale neuspěl. Podařilo se mu to až ve volbách v roce 2002. Znovu kandidoval v komunálních volbách v roce 2010, ale stal se pouze prvním náhradníkem.
V březnu 2014 se však do zastupitelstva vrátil, když z něj odešli bývalí členové ODS. O tři měsíce později, v červnu 2014, na tento post rezignoval, protože nesouhlasil s rozpočtovým opatřením na rok 2014 a úpravou rozpočtového výhledu na léta 2015 až 2017, na základě kterého mají městské obvody přijít o část peněz. V komunálních volbách v roce 2014 kandidoval za ODS na 10. místě její kandidátky do Zastupitelstva města Plzně. Díky preferenčním hlasům skončil na 3. místě a po několikaměsíční pauze se stal opět městským zastupitelem.
Kandidoval rovněž v krajských volbách v roce 2000 do Zastupitelstva Plzeňského kraje, ale neuspěl.
Ve volbách do Senátu PČR v roce 2014 kandidoval za ODS a monarchistickou stranu Koruna česká v Koalici pro Plzeň v obvodu č. 9 – Plzeň-město. Se ziskem 24,72 % hlasů vyhrál první kolo, a postoupil tak do kola druhého. V něm porazil poměrem hlasů 54,26 % : 45,73 % sociálního demokrata Václava Šimánka a stal se senátorem.
V komunálních volbách v roce 2018 obhájil za ODS post zastupitele města Plzeň i městského obvodu Plzeň 2-Slovany (ve druhém případě jako lídr kandidátky). Na začátku listopadu 2018 se stal opět starostou městského obvodu.
Ve volbách do Senátu PČR v roce 2020 obhajoval mandát v obvodu č. 9 – Plzeň-město jako kandidát ODS, TOP 09, KDU-ČSL, ADS a Monarchistů.cz s podporou Svobodných. V prvním kole získal 34,93 % hlasů, a postoupil tak z 1. místa do druhého kola, v němž porazil kandidáta Pirátů Daniela Kůse poměrem hlasů 59,33 % : 40,66 %, a zůstal tak senátorem.

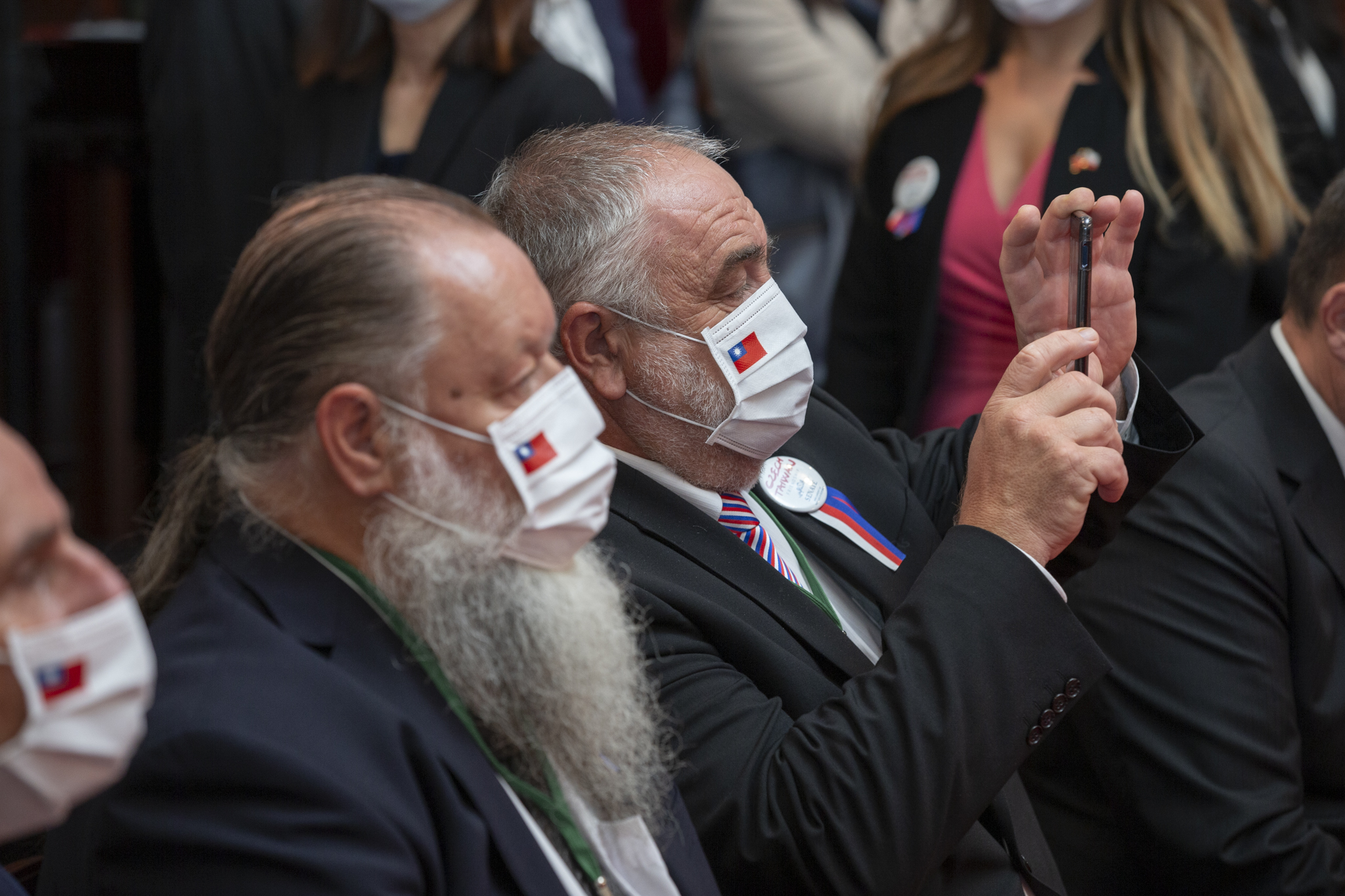
Lumír Aschenbrenner během návštěvy Tchaj-wanu v roce 2020

V Senátu je členem Senátorského klubu ODS a TOP 09 a místopředsedou Výboru pro hospodářství, zemědělství a dopravu.
V komunálních volbách v roce 2022 kandidoval z 10. místa kandidátky koalice SPOLU (tj. ODS, KDU-ČSL a TOP 09) do zastupitelstva Plzně. Mandát zastupitele města obhájil. V roce 2022 byl rovněž lídrem koalice SPOLU v městském obvodu Plzeň 2-Slovany. Mandát zastupitele městského obvodu se mu podařilo obhájit. Dne 19. října 2022 byl opět zvolen starostou městského obvodu.